# 八面埋伏
《八面埋伏》是一部2004年上映的美国犯罪砍杀电影，由雷尼·哈林执导，凱瑟琳·莫里斯、LL Cool J、強尼·李·米勒、帕特里夏·贝拉斯克斯、小克利夫頓·柯林斯、克利斯汀·史萊特和方·基默主演。影片由韦恩·克雷默（Wayne Kramer）和凯文·布罗德宾（Kevin Brodbin）编剧，埃伦·克鲁格（Ehren Kruger）未经署名进行了改写。值得一提的是，由于影片的发行权从二十世纪福克斯转移到次元影業，美国作为最后一个上映国家于2005年上映。
影片讲述了一群正在培训中的FBI罪犯側寫师被分配到一座岛上追踪一名連環殺手，以通过考试。但是他们却发现自己成为了真正杀手的目标。众人开始怀疑其中一名成员是隐藏在他们中间的敌人。

## 剧情
“心理猎人”是一群正在进行罪犯側寫师培训的FBI特工。他们的教官是经验丰富的侧写师杰克·哈里斯，他的培训方式包括给他们分配变异的真实案件，并通过复杂的布景、道具和演员来模拟每个现场。
学生小组成员有鲍比、文斯、妮可、萨拉、拉夫和卢卡斯。除了哈里斯与他们一起的还有J.D.，他是一名经验丰富的特工，带领这一小组，并且是妮可的秘密恋人。接近培训结束时，小组士气高昂。然而，文斯发现自己和萨拉都不会晋升为“侧写师”，这是他偷看他们的培训评估时得知的。
小组和哈里斯及J.D.一起前往北卡罗来纳州海岸附近的一个岛屿，以完成最后的培训演习。在最后一刻，盖布加入了他们。他是一位外部观察员，要求亲自观看哈里斯的教学方法。海军利用该岛进行人质救援和暴乱场景的训练，岛上设有多个目标假人、机械轨道上的车辆和小镇商店。哈里斯计划利用这个小镇进行他们的最终考试，追踪“操纵者”，一名連環殺手。小组安顿下来，开始练习他们的侧写技巧。后来揭示了盖布也是一位非常有才华的侧写师。萨拉和卢卡斯短暂地因为家庭中的失落而建立了联系。萨拉的姐姐几年前被谋杀溺死，这使得萨拉产生了对水的恐惧，而卢卡斯的父母在他10岁时去世。
第二天早上，小组发现一只死猫，嘴里含着一块破碎的怀表。后来，在调查“操纵者”现场时，J.D.在触发一个装置后死亡，一罐液氮（错误标记为氦气）瞬间将他冻住。意识到J.D.的死既不是意外，也不是培训模拟的一部分，小组前往码头离开岛屿，但在他们登船之前，船爆炸了。回到基地后，小组意识到在每个现场中发现的破碎手表和钟表表明附近有一个真正的连环杀手，他已经接管了演习并正在猎杀他们。杀手的犯罪手法表明，他计划在坏掉的时钟停着的时间杀人。经过彻底搜索，岛上没有发现其他人，小组得出结论，杀手一定是他们中的一个。
起初的怀疑指向盖布，因为卢卡斯在他的行李中发现了岛上的地图和文件。在对峙过程中，他们都喝下了被下了药的咖啡，随后失去了意识。醒来后，他们发现拉夫被杀，血被放干，头被放在桌子上，怀疑再次转向盖布。尽管怀疑重重，盖布还是从另一个破水管和电击的陷阱中救了文斯。鲍比在去关闭水源时被一个二次陷阱杀死。然后他们发现杀手在他们的衣服上写了字母，拼出“罗阿诺克”（Roanoke），这指的是失踪的罗阿诺克殖民地，使他们意识到杀手只是想要成名。
在检查尸体时，他们在拉夫的指甲下发现了萨拉的血液，怀疑转向萨拉，但萨拉坚称她被陷害了。萨拉推断出陷阱是根据他们的长处、才能和弱点设计的。妮可成为下一个死者，她抽了一支含有酸液的香烟。
岛上的扩音器开始播放哈里斯的嘲弄信息，使小组意识到他在岛上。确信哈里斯是杀手，萨拉、盖布和卢卡斯开始寻找他，却发现他和另外两名特工早已死在一个隐藏的商店里。哈里斯被吊在天花板上的电线上，像个木偶。三人在触发另一个陷阱后互相攻击，卢卡斯在随后的枪战中被击中。文斯试图重新装填空枪时被困在冷冻室里，不久他的枪在电梯里炸死了他，因为杀手在枪上动了手脚。
萨拉发现了文斯的尸体，但被盖布伏击。他们两人互相攻击，认为对方是杀手。盖布压倒了萨拉，但随后被卢卡斯攻击。萨拉最终恢复过来，用滅火器打昏了盖布。卢卡斯透露他穿着防彈背心，这使他在被击中时幸存了下来。盖布被制服后，卢卡斯对是否有足够的证据证明他是杀手表示怀疑。然而，萨拉揭示她找到了领先杀手一步的方法。她知道杀手依赖定时机制和遥控器，并且喜欢观看他们在压力下的焦虑，于是她将时钟调慢了15分钟，并在上面涂上了一种在黑光灯下发出磷光的粉末。她推理出杀手会忍不住将时钟调到正确的时间，于是拿出黑光灯，却发现卢卡斯手上有标记粉末。卢卡斯承认他的父母并不是在意外中死亡，而是被他杀死的。为了寻找更具刺激性的目标，他加入了FBI，并计划杀死他的侧写师同事，认为他们是“值得的猎物”。卢卡斯想要淹死萨拉，但萨拉一脚将他踢进水中。
两人在水下挣扎并夺回武器，但萨拉最终在卢卡斯杀死她之前成功将他射死。盖布从伤口中恢复，当天早上，他和萨拉拦下了一架美国海军直升機，离开了岛屿。

## 演员
- 凱瑟琳·莫里斯 饰 萨拉·摩尔
- LL Cool J 饰 盖布·詹森
- 強尼·李·米勒 饰 卢卡斯·哈珀
- 帕特里夏·贝拉斯克斯 饰 妮可·威利斯
- 小克利夫頓·柯林斯 饰 文斯·舍曼
- 伊昂·拜利 饰 鲍比·惠特曼
- 威尔·坎普（Will Kemp） 饰 拉夫·佩里
- 方·基默 饰 FBI探员杰克·哈里斯
- 克利斯汀·史萊特 饰 J.D.雷斯顿
- 特雷弗·怀特（Trevor White） 饰 攻击者
- 卡桑德拉·贝尔（Cassandra Bell） 饰 珍
- 贾丝明·森达尔（Jasmine Sendar） 饰 珍的朋友
- 安东尼·卡梅林（Anthonie Kamerling） 饰 酒吧里的男人1
- 丹尼尔·博伊塞瓦恩（Daniël Boissevain） 饰 酒吧里的男人2

## 制作
韦恩·克雷默（Wayne Kramer）将《八面埋伏》的原创剧本卖给了二十世纪福克斯。他的剧本最初名为《Unsub》（Unknown Subject，未确认对象），但福克斯的高管更喜欢“八面埋伏”（Mindhunters，心理猎人）这个标题，在向娱乐界媒体宣布这桩交易之前更改了标题。克雷默对这个标题的更改从未感到舒适，因为已经有一本由约翰·道格拉斯（John Douglas）撰写的非小说类书籍名为《心理猎人》。

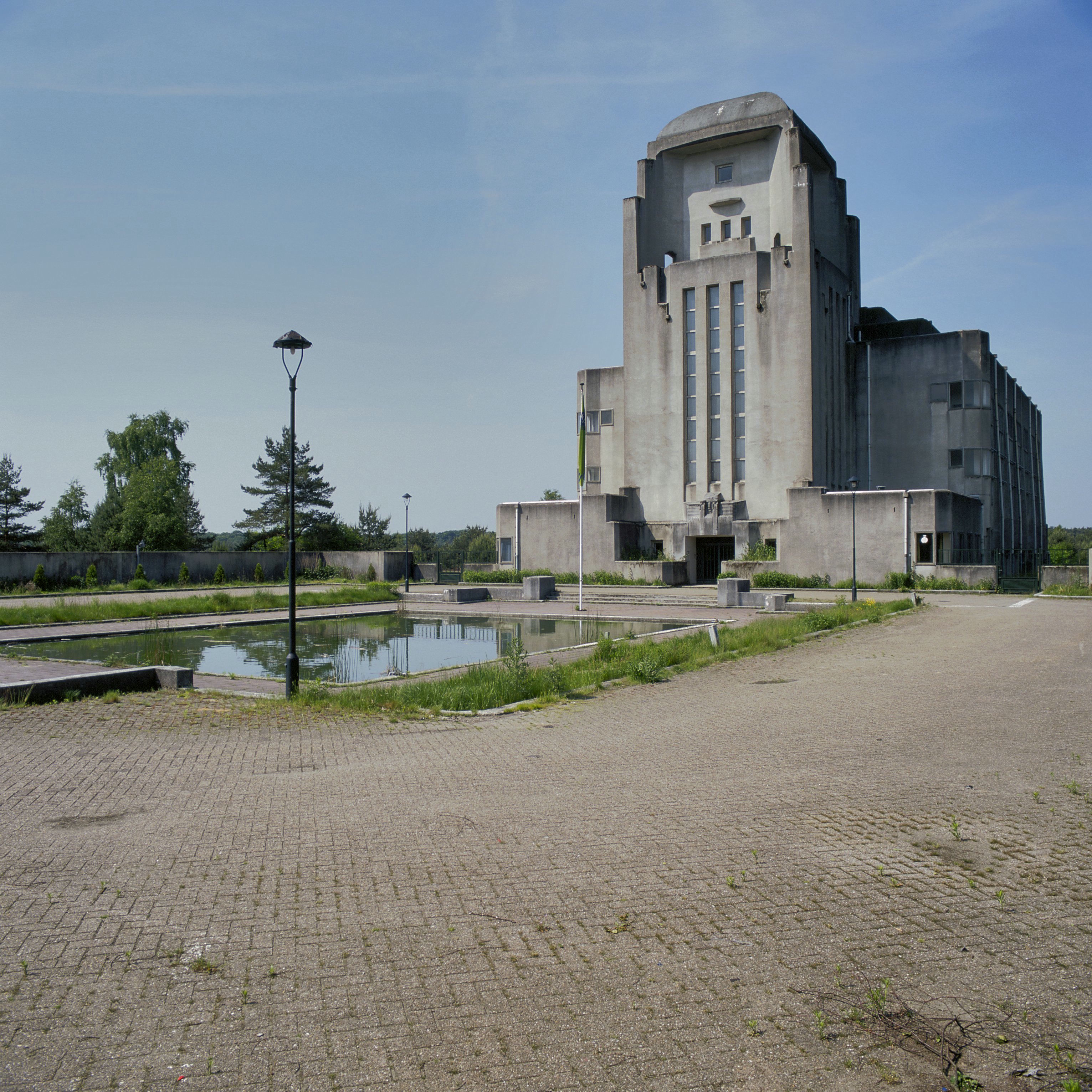
电影的拍摄地点之一，Radio Kootwijk的“建筑A”

雷尼·哈林原本计划执导基于雷·布萊伯利短篇小说《雷声》（A Sound of Thunder）改编的电影，但选择转而执导本片。傑拉德·巴特勒原定出演卢卡斯·哈珀一角，但为了出演《迷失凶間》退出。瑞恩·菲利普也曾考虑出演该角色，最终由強尼·李·米勒接替。菲利普的妻子麗絲·韋花絲潘曾被邀出演萨拉·摩尔一角，但她拒绝了，凱瑟琳·莫里斯后来被选中。克里斯托弗·沃肯、馬田·辛和蓋瑞·布希都曾被邀请出演杰克·哈里斯一角，但在方·基默同意出演前，他们都拒绝了该片。
《八面埋伏》完全在荷兰拍摄。拍摄地点包括阿姆斯特丹（阿姆斯特丹北）、海牙、代尔夫特、海滨小镇赞德福特、奥森德雷赫特的警察学院训练村以及海尔德兰省的费吕沃荒原上的Radio Kootwijk。影片的后期制作移至英国，以降低预算。拍摄和制作从2002年1月持续到9月，但影片直到2004年才上映（美国则为2005年）。在剪辑过程中，哈林削减了许多暴力镜头，以确保在美国获得PG-13的评级，但美國電影協會认为影片整体氛围过于黑暗，仍然给出了R级；随后，哈林把刪除片段又加回去了

## 票房
该片的票房表现令人失望，在美国仅获得4,476,235美元的票房，而制作预算为2700万美元。

## 评价
《八面埋伏》获得了普遍的负面评价，目前在爛番茄网站上的评分为24%；评论一致认为：“这是一部缺乏原作智力的《一個都不留》的翻版。”在Metacritic网站上，影片的评分为33/100，表示“普遍不佳的评价”。
《芝加哥太陽報》的罗杰·埃伯特给《八面埋伏》打了2½颗星。他的评论是：“我只会给你一个线索。在上周上映的《恐怖蠟像館》里，电影院正在放映《兰闺惊变》。在这部电影里，电影院的招牌上写着《黑獄亡魂》。不，男主角并没有按顺序编号，所以你不能通过这种方式猜出来，杀手也不一定是女人。所以要仔细想一想。你对《黑獄亡魂》还知道什么？如果你从未看过《黑獄亡魂》，我强烈建议你立即租来，以备观看（或代替）《八面埋伏》。”